# Pseudacrobasis nankingella
Pseudacrobasis nankingella is een vlinder uit de familie snuitmotten (Pyralidae). De wetenschappelijke naam is voor het eerst geldig gepubliceerd in 1975 door Roesler.
De soort komt voor in Europa.